# Awne Chefec
Awne Chefec (hebr. אבני חפץ) – osiedle żydowskie położone w samorządzie regionu Szomeron, w Dystrykcie Judei i Samarii, w Izraelu.
Osada została założona w 1990 roku.
Leży w zachodniej części Samarii, w pobliżu miasta Tulkarm.
Wewnątrz mieszka około 450 rodzin.

## Historia
Osiedle zostało założone w 1990 przez grupę żydowskich religijnych osadników.